# Jan Bernad
Jan Bernad (ur. 30 grudnia 1917 w Ostrowie, zm. 12 grudnia 2006) – doktor nauk weterynaryjnych.

## Życiorys
W 1936 zdał egzamin dojrzałości w VI Państwowym Gimnazjum im. Stanisława Staszica we Lwowie. W tym samym roku rozpoczął studia – początkowo na Wydziale Matematyczno-Przyrodniczym Uniwersytetu Jana Kazimierza we Lwowie, a po roku na Akademii Medycyny Weterynaryjnej we Lwowie. Wybuch II wojny światowej pokrzyżował dalsze planu życiowe.
Po klęsce wrześniowej Jan Bernad przez Węgry i Jugosławię, udał się do Francji. Wiosną 1940 roku został skierowany do 10 pułku strzelców konnych, brał udział w walkach pod Dunkierką a następnie ewakuował się do Wielkiej Brytanii. Służył w 10 Brygadzie Kawalerii Pancernej pod dowództwem generała Maczka. W późniejszym czasie jego pułk został przeorganizowany w pancerny pułk rozpoznawczy dywizji pancernej. Cały szlak bojowy Jan Bernad przebył w czołgu, walcząc we Francji, w Belgii, Holandii i Normandii. „Dzień zwycięstwa” przeżył w Wilhelmshawen w Niemczech.
W uznaniu trudu żołnierskiego został odznaczony odznaczeniami polskimi (Krzyż Walecznych, Medal Wojska Polskiego – 2-krotnie, Krzyż Dywizji Pancernej, Medal Zwycięstwa i Wolności, Medal za udział w bitwach na Zachodzie, Odznaka Grunwaldzka, Złota Odznaka 1 Dywizji Pancernej) i odznaczeniami brytyjskimi (1939–1945 Star, France and Germany Star, Defence Medal, War Medal 1939–1945).
W 1946 wrócił do Polski i osiadł we Wrocławiu i ukończył studia weterynaryjne. W 1948 podjął pracę w Klinice Położnictwa i Patologii Rozrodu Wydziału Weterynaryjnego we Wrocławiu, a po pięciu latach przeniósł się do Stacji Sztucznego Unasieniania Bydła w PGR Kosowo k. Gostynia. W 1956 r. został przeniesiony do pracy w WZPGR – Olsztyn, otrzymując zadanie zorganizowania i uruchomienia od podstaw Stacji Sztucznego Unasieniania Bydła dla potrzeb państwowych gospodarstw rolnych. Od niego zależało przygotowanie kadry laboratoryjnej i inseminatorów oraz zespołu lekarzy wet. nadzorujących unasienianie bydła. Uruchomienie zakładu nastąpiło w 1958, natomiast w lutym 1962 dr Jan Bernad – po obronie pracy doktorskiej na macierzystym Wydziale Medycyny Weterynaryjnej we Wrocławiu – objął stanowisko kierownika Ośrodka Zwalczania Bezpłodności i Chorób Młodzieży w WZWet. w  Olsztynie.
Jan Bernad, na bazie Ośrodka Szkoleniowego WZWet. Olsztyn – w Iławie szkolił lekarzy nadzorujących rozród w fermach przemysłowych z kilku województw.
W lipcu 1979 Jan Bernad wraz z żoną – równie z lekarzem weterynarii – przeszedł na emeryturę. Był orędownikiem samorządu zawodowego lekarzy weterynarii i włączył się już na początku w jego budowanie.
W Zrzeszeniu Lekarzy i Techników Weterynarii przez kilkanaście lat  przewodniczył Koleżeńskiej Kasie Zapomogowo-Pożyczkowej.
W Warmińsko-Mazurskiej Izbie Lekarsko-Weterynaryjnej początkową rolę inicjatora zamienił na funkcje Przewodniczącego Okręgowej Komisji Rewizyjnej, którą pełnił przez dwie kadencje w latach 1991 – 2001.
W uznaniu zasług został odznaczony Krzyżem Kawalerskim Orderu Odrodzenia Polski, Srebrnym Krzyżem Zasługi, Złotą Odznaką Honorową Lekarzy i Techników Weterynarii, Odznaką Zasłużony dla Warmii i Mazur oraz Medalem Honorowym Krajowej Izby Lekarsko-Weterynaryjnej, przyznanym w 2000 roku.